# گیتی محبان

نفرات برتر شمشیربازی مسابقات فلوره انفرادی بانوان در ۱۸مین دوره مسابقات قهرمانی ایران در سال ۱۳۵۴. به ترتیب از سمت راست: ژیلا الماسی، گیتی محبان، مریم شریعت‌زاده، مریم آچاک، نسرین بدر.

گیتی محبان (زادهٔ ۱ فروردین ۱۳۲۹ در اصفهان)، یک شمشیرباز بسکتبالیست و والیبالیست اهل ایران است. او به عنوان یکی از پنج دختر طلایی ایران معروف بوده‌است. او در رقابت‌های انفرادی و تیمی فلوره در بازی‌های المپیک تابستانی ۱۹۷۶ شرکت داشت. او پس از سال ۱۳۵۷ بورس تحصیلی به آمریکا را از ملکه فرح دریافت کرد و هم‌اکنون در مریلند آمریکا زندگی می‌کند و مدیریت باشگاه تخصصی شمشیربازی با همکاری همسرش را بر عهده دارد.
در بازی‌های آسیایی ۱۹۷۴ تهران، مهوش شفاعی، گیتی محبان، ژیلا الماسی، مریم شریعت‌زاده و مریم آچاک تیم تیم شمشیربازی زنان ایران را تشکیل می‌دادند. این تیم توانست اولین مدال طلای ورزش زنان ایران در مسابقه‌ای معتبر و بین‌المللی را کسب کنند.
شمشیربازی زنان در المپیک مونترال فقط در اسلحه فلوره برگزار شد. مهوش شفایی ۲۰ ساله، گیتی محبان ۲۶ ساله، ژیلا الماسی ۲۲ ساله و مریم آچاک ۲۹ ساله بانوان شمشیرباز اعزامی به المپیک مونترال بودند که بدون کسب عنوان به ایران بازگشتند. گیتی محبان ۲۶ ساله چهار بار باخت اما آرمسترانگ از آمریکا را شکست داد. او در رقابت‌های تیمی هم توانست سه حریف انگلیسی و دو رقیب آمریکایی‌اش را تسلیم کند.

## افتخارات

### سطح کشوری
- قهرمان فلوره بانوان: (قهرمانی ایران - امجدیه) مهر ماه ۱۳۴۹
- عنوان سوم فلوره بانوان (تورنمنت غلامرضا پهلوی) بهمن ماه ۱۳۴۹
- قهرمان والیبال کشور (قهرمانی ایران - اصفهان) مرداد ماه ۱۳۵۱
- نایب قهرمان والیبال کشور (قهرمانی ایران - مشهد) مرداد ماه ۱۳۵۲
- عنوان سوم فلوره بانوان (قهرمانی ایران هجدهمین دوره) تیر ماه ۱۳۵۴

### سطح جهانی
- حضور در نخستین دوره مسابقات قهرمانی آسیا تهران - ایران مهر ماه ۱۳۵۲
- حضور موفق در هفتمین دوره بازی‌های آسیایی ۱۹۷۴ تهران، تهران - ایران شهریور ۱۳۵۳
- قهرمان بازی‌های آسیایی - فلوره تیمی (تهران - ایران) شهریور ماه ۱۳۵۳
- حضور در سی دو مین دوره مسابقات جهانی شمشیر بازی بوداپست - مجارستان تیر ماه ۱۳۵۴
- حضور در المپیک ۱۹۷۶ مونترآل - کانادا تیر ماه ۱۳۵۵